# آنا وينغر
آنا وينغر (بالإنجليزية: Anna Winger)‏ (1970، ماساتشوستس في الولايات المتحدة)؛ كاتِبة، سيناريست، صحفية وروائية أمريكية. درست في جامعة كولومبيا.

## روابط خارجية
- آنا وينغر على موقع IMDb (الإنجليزية)
- آنا وينغر على موقع مونزينجر (الألمانية)
- آنا وينغر على موقع قاعدة بيانات الفيلم (الإنجليزية)